# Iphinoe zimmeri
Iphinoe zimmeri är en kräftdjursart som beskrevs av Stebbing 1910. Iphinoe zimmeri ingår i släktet Iphinoe och familjen Bodotriidae. Inga underarter finns listade i Catalogue of Life.